# 伞花六道木
伞花六道木（学名：Abelia umbellata）是忍冬科六道木属的植物，是中国的特有植物。分布在中国大陆的西藏、贵州、四川、湖北、云南等地，生长于海拔1,400米至2,000米的地区，多生在林下以及灌丛中，目前尚未由人工引种栽培。